# Spanbroekmoleni aknarobbantás
A Spanbroekmoleni aknarobbantás az 1917-es messines-i csata egyik nyitó támadása volt, amikor a britek felrobbantották a német vonalak alá fúrt aknában elhelyezett robbanóanyagot a belgiumi Spanbroekmolen közelében.

## Előzmények
1914 novemberében, az első ypres-i csata végén a németek stabilizálták a frontvonalat a Messines-hegyháton, és az elkövetkező időben sok bunkert, betonerődöt építettek, ahonnan jól ráláttak a mélyebben fekvő brit vonalakra. Az aknát a Királyi Utászhadtest (Corps of Royal Engineers) kezdte építeni 1916. január 1-jén. A járat nyár elején érte el kitűzött célpontját, 27 méterrel a föld alatt. Az akna hossza 521 méter volt. A német erődítmény alatt 41,27 tonna ammónium-nitrátot helyeztek el 1820 vízhatlan ládában.
Ezután indítottak egy mellékjáratot egy másik német állás felé, de azt 1917. februárban a németek berobbantották, és vele együtt beomlott a fő járat egy szakaszon. Egy másik német robbantás teljesen elvágta a britektől a felhalmozott robbanóanyagot. Három hónap munkával a britek ismét elérték a főjárat végpontját.

## Robbantás
1917. június 7-én, kevéssel hajnali 3 óra után felrobbantották a töltetet. A támadásra készülve a 36. (északír) Hadosztály már kimászott lövészárkaiból, és elindult a senki földjén, amikor a detonáció bekövetkezett. A hatalmas robbanás törmeléke több brit katonát megölt, egy részük a Lone Tree katonai temetőben nyugszik. A német erődítmény helyén nyíló kráter átmérője nagyjából 76 méter, mélysége 12 méter. 1920-ban Lord Wakefield megvásárolta a Toc H keresztény mozgalomnak a spanbroekmoleni krátert, hogy az ypres-i kiszögellés emlékhelyeként megőrizzék. A kráter mára teljesen megtelt vízzel. Erre utal a Béke-tavacska (Pool of Peace) elnevezés.